# لوباتووکا
لوباتووکا (به لاتین: Lubatówka) یک روستا در لهستان است که در گمینا ایوونگچ-زدروی واقع شده‌است. لوباتووکا ۱٬۱۰۰ نفر جمعیت دارد.